# Севериновка (Жмеринский район)
Севериновка (укр. Северинівка) — село на Украине, находится в Жмеринском районе Винницкой области.
Код КОАТУУ — 0521085203. Население по переписи 2001 года составляет 1800 человек. Почтовый индекс — 23126. Телефонный код — 4332.
Занимает площадь 2,4 км².
В селе действует храм Святителя Николая Чудотворца Жмеринского благочиния Винницкой епархии Украинской православной церкви.

## Адрес местного совета
23126, Винницкая область, Жмеринский р-н, с. Севериновка, ул. Ленина